# Чарлі (фільм)
«Чарлі» (англ. Charly) — кіноадаптація 1968 року науково-фантастичної книги «Квіти для Елджернона» Деніела Кіза від продюсера та режисера Ральфа Нельсона. Сценарист Стірлінг Сілліфант отримав «Золотий глобус» за найкращий сценарій, а виконавець головної ролі Кліфф Робертсон став лауреатом «Оскара».

## Стислий сюжет
Чарлі — головний герой фільму, з вадами розвитку, який сильно хоче стати розумним. Він кілька років відвідує вечірню школу, де навчається під керівництвом Еліс Кінніан. Вона ж і приводить Чарлі до лікарів Анни Штраусс і Річарда Немура, які шукали пацієнта для нової експериментальної хірургічної оперерації. У лікарні герой проходив лабіринт наввипередки з мишею на ім'я Елджернон, з тією різницею, що тварина робила це фізично, а пацієнт — на папері. Як не намагався Чарлі, але Елджерон був першим.
Чарлі оперують. І згодом йому вдається випередити Елджерона. Та й міс Кінніан він приємно дивує успіхами в навчанні. Водночас Еліс помічає інтерес Чарлі до її особистого життя. Одного вечора він нападає на неї та вчителька змогла звільнитися. Через певний час вони миряться та розмовляють про весілля.
Чарлі дізнається про смерть Елджернона і він розуміє, що його зміни тимчасові. Герой повертається в лікарню, щоб допомогти вирішити проблему. Невтішні результати змушують Чарлі кинути Еліс.
У фінальній сцені Еліс спостерігає за розумово відсталим Чарлі, який бавиться з дітьми.

## У ролях
| Актор            | Роль         |
| ---------------- | ------------ |
| Кліфф Робертсон  | Чарлі Гордон |
| Клер Блум        | Еліс Кінніан |
| Лілія Скала      | Анна Штраусс |
| Леон Дженні      | Річард Немур |
| Рут Вайт         | місіс Епл    |
| Дік Ван Паттен   | Берт         |
| Едвард Мак-Нейлі | Джимпі       |
| Барні Мартін     | Генк         |

## Створення фільму

### Виробництво
Зйомки фільму проходили в Бостоні, США.

### Знімальна група
- Кінорежисер — Ральф Нельсон
- Сценарист — Стірлінг Сілліфант
- Кінопродюсер — Ральф Нельсон
- Виконавчий продюсер — Селіг Дж. Селігман
- Композитор — Раві Шанкар
- Кінооператор — Артур Орніц
- Кіномонтаж — Фредерік Стейнкамп
- Художник-постановник — Джон ДеКуїр
- Артдиректор — Чарлз Росен
- Художники по костюмах — Гейзел Рой[1].

## Сприйняття

### Критика
Фільм отримав позитивні відгуки. На сайті Internet Movie Database оцінка стрічки становить 7,1/10 на основі 5 306 голосів.

### Номінації та нагороди
| Нагороди та номінації фільму «Чарлі» | Нагороди та номінації фільму «Чарлі»  | Нагороди та номінації фільму «Чарлі» | Нагороди та номінації фільму «Чарлі»          | Нагороди та номінації фільму «Чарлі» | Нагороди та номінації фільму «Чарлі» |
| Рік                                  | Кінофестиваль/кінопремія              | Категорія/нагорода                   | Номінант                                      | Результат                            |                                      |
| ------------------------------------ | ------------------------------------- | ------------------------------------ | --------------------------------------------- | ------------------------------------ | ------------------------------------ |
| 1968                                 | Берлінський міжнародний кінофестиваль | «Золотий ведмідь»                    | Ральф Нельсон                                 | Номінація                            |                                      |
| 1969                                 | «Оскар»                               | «Найкраща чоловіча роль»             | Кліфф Робертсон                               | Перемога                             |                                      |
| 1969                                 | «Золотий глобус»                      | Найкращий сценарій                   | Стірлінг Сілліфант                            | Перемога                             |                                      |
| 1969                                 | «Золотий глобус»                      | «Найкращий фільм (драма)»            | «Чарлі»                                       | Номінація                            |                                      |
| 1969                                 | «Золотий глобус»                      | «Найкраща чоловіча роль (драма)»     | Кліфф Робертсон                               | Номінація                            |                                      |
| 1969                                 | «Г'юго»                               | Найкраща постановка                  | Ральф Нельсон, Стірлінг Сілліфант, Денієл Кіз | Номінація                            |                                      |
| 1969                                 | «Національна рада кінокритиків США»   | Найкращий актор                      | Кліфф Робертсон                               | Перемога                             |                                      |
| 1969                                 | «Національна рада кінокритиків США»   | Найкращі десять фільмів              | «Чарлі»                                       | Перемога                             |                                      |
| 1970                                 | «Лорель»                              | Найкращий драматичний фільм          | «Чарлі»                                       | 3-є місце                            |                                      |
| 1970                                 | «Лорель»                              | Найкраща чоловіча драматична роль    | Кліфф Робертсон                               | 3-є місце                            |                                      |